# بيتر سامويلسون
بيتر سامويلسون (بالإنجليزية: Peter Samuelson)‏ هو منتج أفلام بريطاني، ولد في 16 أكتوبر 1951 في لندن في المملكة المتحدة.

## وصلات خارجية
- بيتر سامويلسون على موقع IMDb (الإنجليزية)
- بيتر سامويلسون على موقع ألو سيني (الفرنسية)
- بيتر سامويلسون على موقع أول موفي (الإنجليزية)
- بيتر سامويلسون على موقع قاعدة بيانات الأفلام السويدية (السويدية)
- بيتر سامويلسون على موقع قاعدة بيانات الفيلم (الإنجليزية)
- بيتر سامويلسون على موقع كينوبويسك (الروسية)